# ダーリントンFC
ダーリントン・フットボール・クラブ（Darlington Football Club）はイングランド、
カウンティ・ダーラム、ダーリントンを本拠地とするサッカークラブチームである。2019-20シーズンはナショナルリーグ・ノースに所属。

## 概要
1883年設立。国内リーグの歴代最高位は1925-26シーズンの2部リーグ15位で、これまで1部リーグへの昇格経験は無い。
2009-10シーズンにEFLリーグ2(4部)から降格。カンファレンス・ナショナル(5部)に所属していた2011-12シーズン途中、2012年1月3日に2度目となる経営破産に伴いクラブは解散。新規クラブチームとしてダーリントン1883に経営を移行し、2012-13シーズンからは9部リーグに所属することになった。
2017年4月、フットボール・アソシエーション(FA)はダーリントンに解散する前の名前で活動することを許可した。これにより2017-18シーズンからはかつての名前であるダーリントンFCとして再び活動を再開した。
FAカップの最高成績は1957-58シーズンの5回戦進出。EFLカップの最高成績は1967-68シーズンのベスト8。

## タイトル

### 国内タイトル
- フットボールリーグ・サードディヴィジョン・ノース:1回

1924-1925
- フットボールリーグ・フォースディヴィジョン:1回

1990-1991
- フットボールカンファレンス:1回

1989-1990
- ノーザンフットボールリーグ:2回

1895-1896,1899-1900
- ノースイースタンリーグ:2回

1913-1914,1920-1921
- FAトロフィー:1回

2010-2011
- フットボールリーグ・サードディヴィジョン・ノースカップ:1回

1933-1934
- ダーラム・チャレンジカップ:6回

1884-1885,1890-1891,1892-1893,1896-1897,1919-1920,1999-2000

### 国際タイトル
- なし

## 歴代所属選手

### GK
- アンディ・ロナーガン 2002
- ロス・ターンブル 2003
- デイヴィッド・ストックデイル 2006-2008
- カスパー・シュマイケル 2006
- リー・ジョーンズ 2007
- ジョーダン・ピックフォード 2012

### DF
- ガリー・パリスター 1985
- マーティン・テイラー 2000
- ガリー・コールドウェル 2001
- シェルトン・マルティス 2005-2006
- デヴィッド・ウィーター 2007
- ダン・バーン 2009-2011

### MF
- マーク・バーク 1990
- グレアム・カヴァナ 1994
- ジミー・ケース 1994
- デイヴィッド・デイヴィス 2009
- ジョナサン・ホッグ 2009-2010
- アダム・リーチ 2011

### FW
- ダニー・グレアム 2004
- クライデ・ワインハルト 2004-2006
- カイル・ラファーティ 2006